# Иван Безсонов
Ива́н Безсо́нов (конец XV в.? — середина XVI в.?) — предположительный родоначальник рода Безсоновых (Бессоновых). Иван Безсонов, дьяк, упоминается в Родословной книге, ч. IV, П. Долгорукова в 1857 г.: на свадьбе бывшего царя казанского Едигера-Симеона Бекбулатовича, 5 ноября 1552 года.

## Дополнительные сведения
- Разрядная книга:

- - В Лета 7060 году (1551 г.|  | Достоверность этой статьи поставлена под сомнение. Необходимо проверить точность фактов и достоверность сведений, изложенных в этой статье. Соответствующую дискуссию можно найти на странице обсуждения. (23 марта 2014) |)… А в Казани оставил государь бояр и воевод князя… да дьяка Ивана Безсонова.[2]
  - Лета 7061 год (1552 г.)…А взял государь Казань и в Казани оставил годовать…дьяк оставлен на год Иван Безсонов…Тово же год октября в 5 день (1552 г., летосчисление с 1 сентября) приговорил царь и великий князь Иван Васильевичь всеа Русии царя Семиона казансково женить, а дал за него Ондрееву дочь Кутузова Клеопина Марью, а свадьбе быти в неделю * ноября во 2 день. И свадьба была, а кому на свадьбе быти у царя Семиона казансково по государеву указу в чинех, и тому роспись…В кривом столе сидели…да дьяк Иван Безсонов.[3]
  - Лета 7061-го октебря 2 день (1552 г.), как царь и великий князь город Казань взял, и тогды оставил в Казани воевод годовати… Дияк оставллен на год Иван Безсонов.[4]
  - Лета 7064 году (1556 г.)…Тово же году июня царь и великий князь Иван Васильевичь всеа Русии для своего дела (помета: поход великого государя в Серпухов) и земского был в Серпухове для крымского царя приходу… А с царем и великим князем с Москвы…Дьяки…Иван Безсонов[5]
  - Того же лета 64 июня (1556 г.) царь и великий князь для своего дела и земского был в Серпухове. А с царем и великим князем брат его…А бояре и воеводы были по полком по первой росписи, а стояли воеводы по розным местам… А с царем и великим князем бояре с Москвы…Дьяки…Иван Безсонов[6]
  - Лета 7065-го (1557 г.)…А с царем и великим князем сказано бояром итить в поход с Москвы:…(зачеркнут весь лист с пометой на верхнем поле: не чти сю страницу, всю описанась. Зачеркнутый текст:…Иван Безсонов)…Лета 7067 году послал государь (зимою) на ливонские немцы под Ригу и под Ругодив царевича… А на Москве быть царя и великого князя брату, князь Юрью Васильевичю, а со князь Юрьем Васильевичем (брат государев) царя и великого князя бояре:…Дьяки…Иван Безсонов[7]
  - Лета 7067 (1559 г.) послал государь царь и великой князь на ливонские немцы зимою…А на Москве быти царя и великого князя…Дьяки…Иван Безсонов…[8]
  - Лета 7084 году (1576 г.)… И как, государь, пришли судные списки к Москве ис Торшку тверской дворецкой к докладу к боярину твоему государеву к… да к дьяку к Ивану Безсонову… судить в отечестве велел боярину своему…да дьяку Ивану Безсонову… Бутурлин принес челобитную к твоему государеву боярину к… да к дьяку к Ивану Безсонову…И боярин… да дьяк Иван Безсонов тебя по челобитной Нечаевой докладывали, и ты, государь, приказал, велел в Торжок грамоты писать наперед дяде моему…И дядя мой слался на судное на прежнее дело, как судил Ондрея с Нечаем боярин твой государев… да дьяк Иван Безсонов